# Hồ Black Creek
Hồ Black Creek nằm về phía tây bắc của Nobleboro, New York ở thị trấn Ohio. Hồ Black Creek là nguồn nước chính của Little Black Creek.